# Charlie Arimont
Charlie Arimont, né le 3 juin 1996 à Woluwe-Saint-Lambert, est un coureur cycliste belge.

## Biographie
En catégorie junior en 2013, Charlie Arimont s'adjuge une étape de la Ster der Vlaamse Ardennen. Il monte par ailleurs sur la troisième marche du podium au Grand Prix Bati-Metallo ainsi qu'au Tour des Flandres juniors. En 2014, il confirme ses bonnes performances en remportant deux kermesses et le championnat du Brabant Flamand de contre-la-montre dans sa catégorie. Deuxième du Grand Prix André Noyelle, il se met par ailleurs en évidence lors du Tour du Valromey, où il obtient deux podiums et la treizième place au classement général.
Pour son entrée dans les rangs espoirs en 2015, il signe en faveur de l'équipe continentale wallonne Color Code-Aquality Protect. Bon sprinteur, il s'illustre rapidement en s'imposant dès le mois de mars sur l'interclub Bruxelles-Zepperen.
En fin de saison 2016, Charlie Arimont se classe cinquième de Paris-Tours espoirs, épreuve remportée par le Néerlandais Arvid de Kleijn. En mars 2017, il s'impose au sprint sur la kermesse professionnelle de Wanzele, devançant ses compatriotes Emiel Vermeulen et Jérôme Baugnies.

## Palmarès
- 2013
  - 3e du Grand Prix Bati-Metallo
  - 3e du Tour des Flandres juniors
- 2014
  - Champion du Brabant Flamand du contre-la-montre juniors
  - 2e du Grand Prix André Noyelle
- 2015
  - Bruxelles-Zepperen
- 2017
  - Wanzele Koerse
  - 3e du Handzame Challenge

## Classements mondiaux
| Année           | 2016   | 2017 | 2018   |
| --------------- | ------ | ---- | ------ |
| UCI Europe Tour | 1 300e | 989e | 1 240e |